# Putovnica Švicarske
Putovnica Švicarske putna je isprava koja se švicarskim državljanima izdaje za putovanje i boravak u inozemstvu, kao i za povratak u zemlju. Za vrijeme boravka u inozemstvu, putna isprava služi za dokazivanje identiteta i kao dokaz o državljanstvu Švicarske. Putovnica Švicarske se izdaje za neograničen broj putovanja.
Švicarska je potpisnica Schengena tako da njeni građani mogu putovati u države članice s važećom osobnom iskaznicom.

## Jezici
Putovnica je ispisana engleskim, francuskim, njemačkim, talijanskim i retoromanskim jezikom.

### Stranica s identifikacijskim podacima
- slika vlasnika putovnice
- tip ("P" za putovnicu)
- kod države
- serijski broj putovnice
- prezime i ime vlasnika putovnice
- državljanstvo
- nadnevak rođenja (DD. MM. GGGG)
- spol (M za muškarce ili F za žene)
- mjesto rođenja
- nadnevak izdavanja (DD. MM. GGGG)
- potpis vlasnika putovnice
- nadnevak isteka (DD. MM. GGGG)
- izdana od

## Vanjske poveznice
- Službena stranica  Arhivirana inačica izvorne stranice od 23. kolovoza 2006. (Wayback Machine)